# Ga Sangcheon
Ga Sangcheon là ga đường sắt trên Tuyến Gyeongchun.

## Bố trí ga
| ↑ Cheongpyeong |
| \| １          |
| Gapyeong ↓     |

| １ | ●Tuyến Gyeongchun | → Hướng đi Chuncheon →                                  |
| ２ | ●Tuyến Gyeongchun | ← Hướng đi Sangbong · Cheongnyangni · Đại học Kwangwoon |